# Bondeno di Roncore
Bondeno di Roncore is een plaats (frazione) in de Italiaanse gemeente Reggiolo.